# Sid Kiel
Sid Kiel (eigentlich Sidney Kiel; * 18. Juli 1916 in Vrede; † 19. Juli 2007) war ein südafrikanischer Hürdenläufer, der sich auf die 110-Meter-Distanz spezialisiert hatte. Daneben war er Cricketspieler.
1936 wurde er für die Olympischen Spiele in Berlin nominiert, verzichtete jedoch als Jude auf einen Start im nationalsozialistischen Deutschland.
Bei den British Empire Games 1938 in Sydney wurde er Fünfter. Seine Bestzeit über diese Distanz von 14,4 s stellte er am 2. Oktober 1937 in Kapstadt auf.
Als Cricketspieler spielte er für Western Province und bestritt für das Team 14 Fist-Class-Spiele und erzielte dabei drei Centuries. Nachdem er für die Mannschaft im Dezember 1939 sein erstes Spiel bestritt und im Currie Cup 1946/46 sein letztes, war er in der engeren Auswahl für die Tour der Nationalmannschaft in England 1947. Diese bestritt er jedoch nicht und konzentrierte sich seitdem auf seine Karriere als Mediziner.